# Miannay
Miannay is een gemeente in het Franse departement Somme (regio Hauts-de-France) en telt 579 inwoners (2005). De plaats maakt deel uit van het arrondissement Abbeville.

## Geografie
De oppervlakte van Miannay bedraagt 8,9 km², de bevolkingsdichtheid is 65,1 inwoners per km².
De onderstaande kaart toont de ligging van Miannay met de belangrijkste infrastructuur en aangrenzende gemeenten.

## Demografie
Onderstaande figuur toont het verloop van het inwonertal (bron: INSEE-tellingen).